# Ashley Naylor
Pour les articles homonymes, voir Naylor.
Ashley Naylor, né le 23 août 1960 à Leeds, est un joueur professionnel de squash représentant l'Angleterre. Il atteint en mars 1982 la 35e place mondiale sur le circuit international, son meilleur classement.
Il est champion d'Europe par équipes en 1981, 1984 et 1985.

## Biographie
Il participe aux championnats du monde 1981 et 1983, échouant à chaque fois au premier tour.

## Palmarès

### Titres
- Scottish Open : 1986
- Championnats d'Europe par équipes : 3 titres (1981, 1984, 1985)

### Finales
- Championnats britanniques : 1987